# Dawn-Phänomen
Unter dem Dawn-Phänomen (von englisch dawn = Morgendämmerung) versteht man bei Diabetikern einen Blutzuckeranstieg in den frühen Morgenstunden. Die Ursache dieses Anstieges ist ein relativer Insulinmangel, der durch die nächtliche Ausschüttung von Gegenspielern des Insulins bedingt ist. Sie erreicht in der Pubertät ihren Höhepunkt.

## Definition
Der Anstieg der Blutzuckerkonzentration tritt meist etwa zwischen 3 und 6 Uhr morgens ein. In diesem Zeitraum erhöht der Körper die Produktion kontrainsulinärer Hormone, wie etwa Wachstumshormone, Kortisol, Katecholamine, Adrenalin und Glukagon; durch diese werden Glykogenolyse und Glukoneogenese intensiviert. Das Dawn-Phänomen ist also durch das Zusammenwirken dieser Prozesse zu erklären. Diese Besonderheit kann grundsätzlich bei jedem Menschen in unterschiedlichem Ausmaß auftreten, stellt jedoch bei Diabetikern oftmals eine besondere Herausforderung in der Diabetestherapie dar. Während die Bauchspeicheldrüse beim Stoffwechselgesunden die temporär geringere Insulinwirkung automatisch durch eine vermehrte Insulinsekretion ausgleicht, führt dies beim Diabetiker durch die fehlende körpereigene Insulinproduktion (Typ-1-Diabetes) bzw. Insulinresistenz (Typ-2-Diabetes) zu erhöhten Nüchternblutzuckerwerten.

## Diagnose

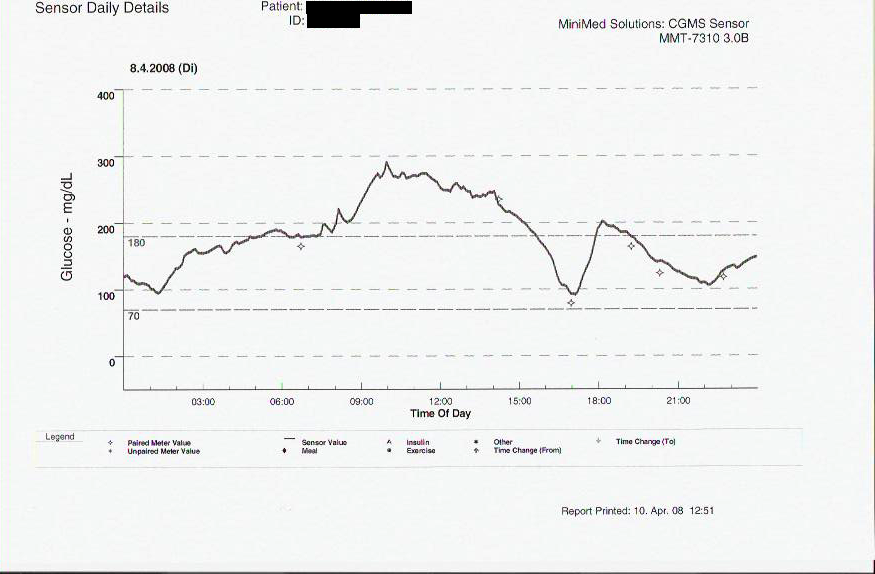
Beispiel einer kontinuierlichen Glukosemessung (CGMS), die den Anstieg des Blutzuckers bei einem Typ-1-Diabetiker in den frühen Morgenstunden (etwa ab 1:30 Uhr) zeigt.

Die Abgrenzung zu anderen Besonderheiten in der Diabetestherapie ist oftmals nicht einfach. Morgendlich hohe Blutzuckerwerte können auch durch eine nächtliche Hypoglykämie (Somogyi-Effekt) bedingt oder das Resultat einer nicht zufriedenstellenden Blutzuckereinstellung sein. Ebenfalls sind spät abends eingenommene Mahlzeiten als Ursache in Betracht zu ziehen. Die Unterscheidung gelingt meist durch nächtliche Kontrollmessungen, als Ergänzung kann jedoch der Einsatz eines kontinuierlichen Glukosemonitorings erwogen werden.

## Therapie
Die Behandlung variiert je nach Ausmaß des Dawn-Phänomens. Bei leicht erhöhten Werten kann es ausreichend sein, die Insulintherapie um eine zusätzliche spät abendliche Injektion von Verzögerungsinsulin zu erweitern. In schweren Fällen kann der Einsatz einer dauerhaft am Körper getragenen Insulinpumpe notwendig sein, welche durch die stundengenaue Einstellung der Basalrate die bis dato beste Behandlungsmöglichkeit darstellt. Bei der Insulinpumpentherapie wird das Insulinpräparat nicht mittels Spritze oder Pen injiziert, sondern mit einer kleinen, programmierbaren Pumpe über einen Katheter und eine Injektionsnadel (Infusionsset) in den Körper geleitet.
In manchen Fällen kann der Verzicht auf spät abends eingenommene Mahlzeiten zielführend sein. Zum Teil zweckmäßig, jedoch weniger praktikabel, ist auch spätabendliche körperliche Betätigung, die einen glukosesenkenden Effekt besitzt.